# Frederick Douglass

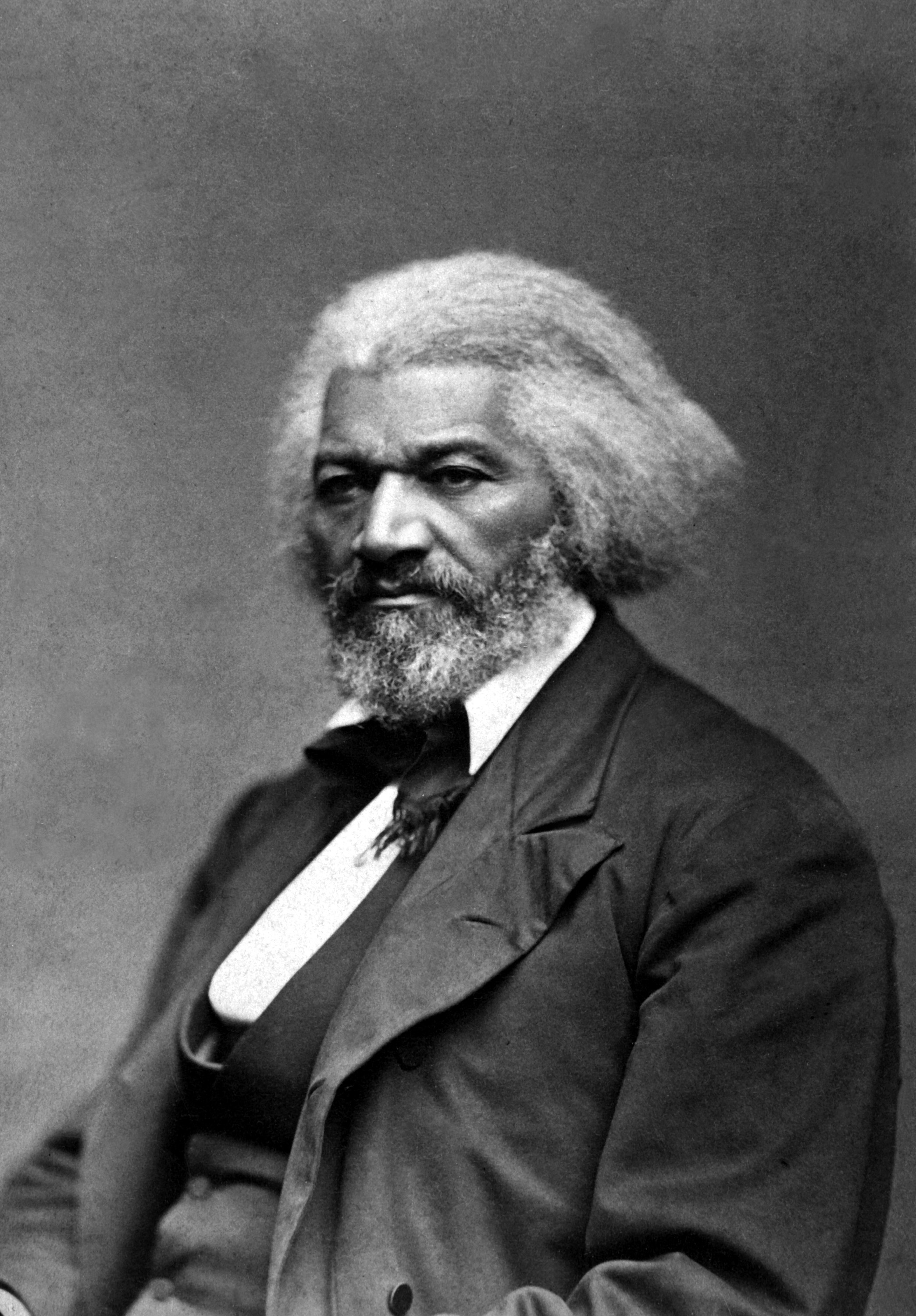
Frederick Douglass, omkring 1879.

Frederick Douglass, född Frederick Augustus Washington Bailey 1818 i Talbot County i Maryland, död 20 februari 1895, var en amerikansk politiker, författare, debattör och aktivist för afroamerikaners rättigheter och avskaffandet av slaveriet. Han var en av sin tids mest kända intellektuella, och engagerade sig också för kvinnors rösträtt och självstyre för Irland.

## Biografi
Frederick Douglass föddes som slav, och hans födelsedatum är inte känt. Möjligen var han son till sin ägare Aaron Anthony. Han bodde med sina morföräldrar tills han blev sex år, eftersom han tidigt separerats från sin mor Harriet Bailey (som dog när han var sju år gammal). Som sexåring flyttades han till Wye House plantation, där Aaron Anthony var tillsyningsman. När Anthony dog 1826, gavs Douglass till Lucretia Auld, som skickade honom att arbeta hos Hugh och Sophia Auld i Baltimore. Sophia Auld lärde Douglas alfabetet, och han lärde sig att läsa och skriva av vita barn i kvarteret.    
I september 1838 lyckades Douglass fly, och anlände till New York med tåg 24 timmar senare. Den 15 september 1838 gifte han sig med Anna Murrayhan, en fri svart kvinna som han träffat i Baltimore föregående år. Paret fick fem barn.    
År 1841 blev han agent för Massachusetts Anti-slavery Society. Han verkade 1845–1847 i Storbritannien för slavarnas befrielse. Mellan 1847 och 1860 gav han ut veckotidningen the North Star.
Under amerikanska inbördeskriget förordade Douglass att afroamerikanska soldater skulle användas mot sydstaterna.   
År 1872 blev Douglass den första afroamerikan som nominerades som USA:s vicepresident, i samband med Victoria Woodhulls presidentvalskampanj för Equal Rights Party. Douglass hade dock inte godkänt nomineringen, och kampanjade inte.
Frederick Douglass innehade skilda förtroendeuppdrag i District of Columbia och var 1889–1891 minister på Haiti.   
Douglas författade flera självbiografiska skrifter, bland vilka märks Life and times of Frederick Douglass (1882, svensk översättning 1895, 1909 och 1991).  
En staty över Douglass restes 2011 utanför Talbot County Courthouse i Easton, Maryland.
I Kapitolium restes 2013 en bronsstaty över Douglass av konstnären Steven Weitzman.